# Чальчиуитан
Чальчиуитан (исп. Chalchihuitán) — посёлок в Мексике, штат Чьяпас, входит в состав одноимённого муниципалитета и является его административным центром. Численность населения, по данным переписи 2020 года, составила 1976 человек.

## Общие сведения
Название Chalchihuitán с языка науатль можно перевести как — месторождение жада.
Поселение было основано в доиспанский период индейцами цоцили. В 1486 году регион был завоёван ацтеками во главе с генералом Тильтотлем.
В 1549 году монахи ордена доминиканцев, проводившие евангелизацию местного населения, добавили к названию Чальчиуитана имя Святого Павла, получив Сан-Пабло-Чальчиуитан.
13 февраля 1934 года губернатор штата Викторио Грахалес вернул название Чальчиуитан и присвоил статус посёлка.